# Godley & Creme
Godley & Creme est un duo britannique fondé en 1977 par Kevin Godley et Lol Creme. 
Ces derniers ont quitté 10cc afin d'expérimenter un gadget qui allait permettre de créer des sons avec des textures symphoniques à la guitare appelé The Gizmo. 

## Carrière musicale
En 1977, Lol Crème et Kevin Godley sortent leur premier album nommé Consequences. Cependant, l'album a été ridiculisé par les critiques pour sa prévention et pour sa longueur excessive. En 1979, ils réalisent leur premier clip pour leur single An Englishman in New York. En 1981, le groupe britannique est arrivé avec Under your Thumb, qui a été un succès. Le duo s'est ensuite impliqué dans la réalisation de clip pour des artistes comme Ultravox, The Police, Yes, Frankie Goes to Hollywood et même Duran Duran.

## Discographie

### Albums studio
| Année | Album                    | Position dans la charte | Position dans la charte |
| Année | Album                    | UK                      | U.S                     |
| ----- | ------------------------ | ----------------------- | ----------------------- |
| 1977  | Consequences             | 52                      | –                       |
| 1978  | L                        | 47                      | –                       |
| 1979  | Freeze Frame             | –                       | –                       |
| 1981  | Ismism                   | 29                      | –                       |
| 1983  | Birds of Prey            | –                       | –                       |
| 1985  | The History Mix Volume 1 | –                       | 37                      |
| 1988  | Goodbye Blue Sky         | –                       | –                       |

### Compilations
| Année | Album                                                                                                | Position dans la charte | Position dans la charte | Certifications |
| Année | Album                                                                                                | U.K                     | U.S                     | Certifications |
| ----- | --- | ----------------------- | ----------------------- | -------------- |
| 1979  | Music from Consequences - Date de sortie : 1979                                                      | –                       | –                       |                |
| 1987  | Changing Faces - The Very Best of 10cc and Godley & Creme - Date de sortie : 1987                    | 4                       | –                       | Platinum (UK)  |
| 1991  | The Very Best of 10cc (And Godley & Creme) - Date de sortie : 1991                                   | –                       | –                       |                |
| 1993  | Images - Date de sortie : 1993                                                                       | –                       | –                       |                |
| 2025  | Parts of the Process: The Complete Godley & Creme - Date de sortie : 28 février 2025 - Label : Edsel | –                       | –                       |                |

### Singles
| Année | Titre                     | Album                    | Position dans la charte | Position dans la charte | Position dans la charte | Position dans la charte | Position dans la charte |
| Année | Titre                     | Album                    | UK                      | DEU                     | IRL                     | NL                      | US                      |
| ----- | ------------------------- | ------------------------ | ----------------------- | ----------------------- | ----------------------- | ----------------------- | ----------------------- |
| 1977  | 5 O'Clock in the Morning  | Consequences             | –                       | –                       | –                       | –                       | –                       |
| 1978  | Sandwiches of You         | L                        | –                       | –                       | –                       | –                       | –                       |
| 1979  | An Englishman in New York | Freeze Frame             | –                       | 25                      | –                       | 7                       | –                       |
| 1980  | Submarine                 | —                        | –                       | –                       | –                       | –                       | –                       |
| 1980  | Wide Boy                  | —                        | –                       | –                       | –                       | –                       | –                       |
| 1981  | Under Your Thumb          | Ismism                   | 3                       | –                       | 7                       | 13                      | –                       |
| 1981  | Wedding Bells             | Ismism                   | 7                       | –                       | 13                      | 44                      | –                       |
| 1982  | Snack Attack              | Ismism                   | –                       | –                       | –                       | –                       | –                       |
| 1982  | Save a Mountain for Me    | Birds of Prey            | –                       | –                       | –                       | –                       | –                       |
| 1983  | Samson                    | Birds of Prey            | –                       | –                       | –                       | –                       | –                       |
| 1984  | Golden Boy                | The History Mix Volume 1 | –                       | –                       | –                       | –                       | –                       |
| 1985  | Cry                       | The History Mix Volume 1 | 19                      | 8                       | 27                      | 13                      | 16                      |
| 1986  | Cry (Remix)               | The History Mix Volume 1 | 66                      | –                       | –                       | –                       | –                       |
| 1987  | Snack Attack (Remix)      | Changing Faces           | –                       | –                       | –                       | –                       | –                       |
| 1988  | A Little Piece of Heaven  | Goodbye Blue Sky         | –                       | 26                      | –                       | 17                      | –                       |
| 1988  | 10,000 Angels             | Goodbye Blue Sky         | –                       | –                       | –                       | –                       | –                       |